# Josef Karel Ludvík Habsbursko-Lotrinský
Josef Karel Ludvík Habsbursko-Lotrinský (2. března 1833 Prešpurk – 13. června 1905 Rijeka) byl rakouský arcivévoda z uherské větve Habsbursko-Lotrinské dynastie. Od mládí sloužil v c. k. armádě a vyznamenal se statečností v bitvě u Hradce Králové. V letech 1867–1905 byl vrchním velitelem královské uherské zeměbrany a v roce 1874 dosáhl hodnosti generála jezdectva. Měl řadu různorodých zájmů, několik odborných publikací vydal například v oboru botaniky a proslul především zpracováním romské gramatiky v maďarštině a němčině.

## Původ a mládí

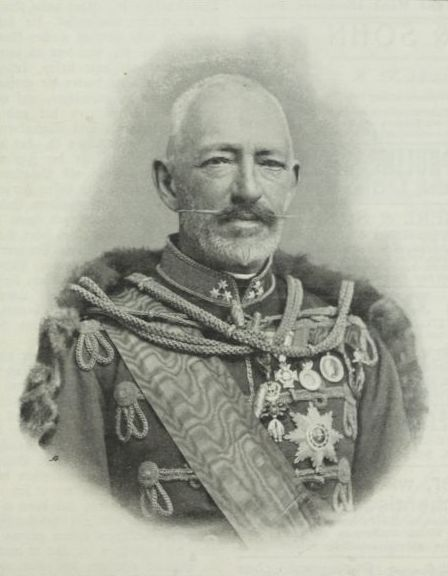
Arcivévoda Josef (1905)

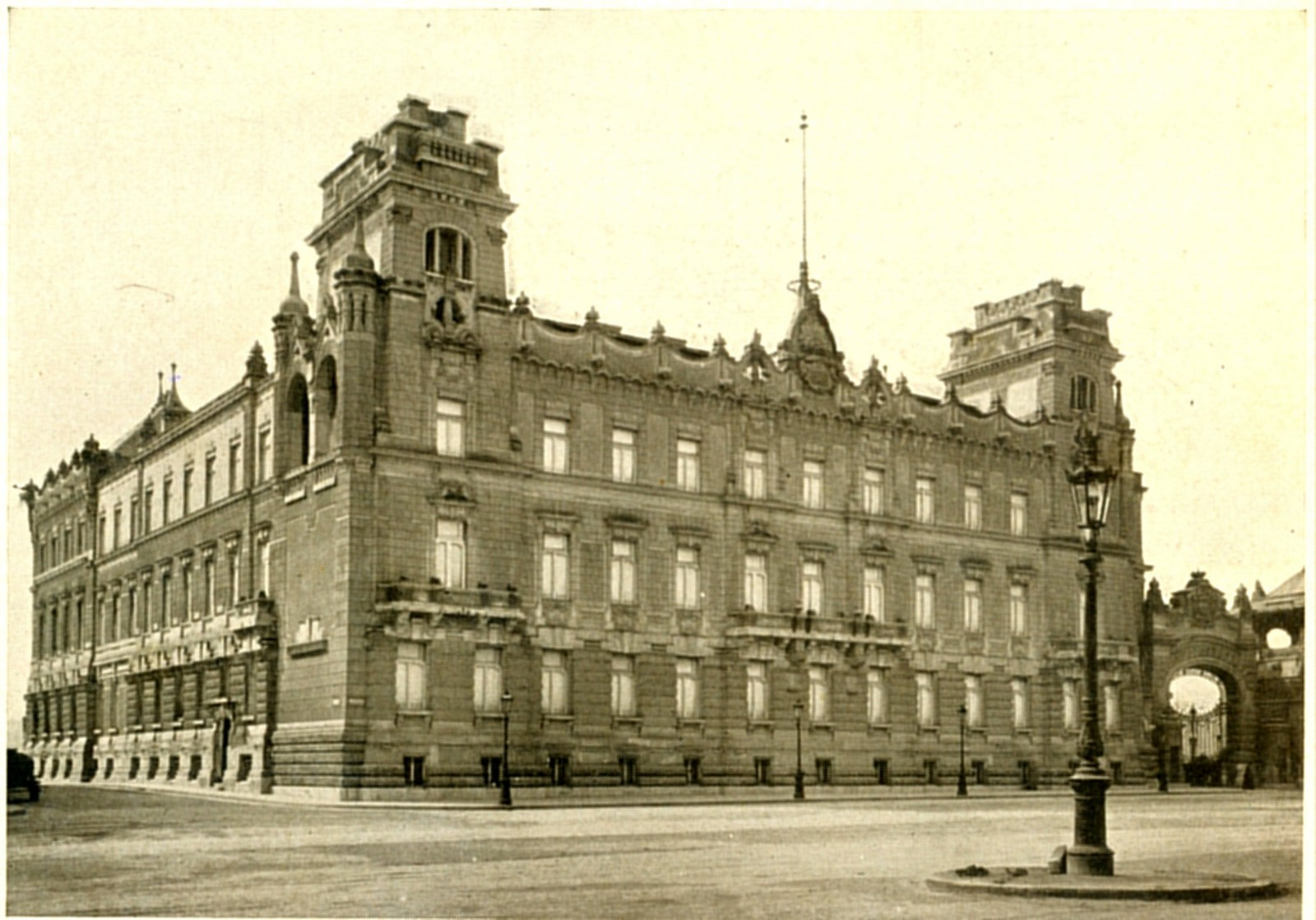
Palác arcivévody Josefa v Budapešti

Byl druhým synem uherského palatina Josefa Antonína. Jeho matkou byla otcova třetí manželka Marie Dorotea Württemberská. Jeho strýcem byl císař František I. Získal výborné vzdělání, zejména od svého učitele, benediktinského mnicha a historika Flórise Rómera.

## Život
Od dvanácti let sloužil v rakouské armádě a vzhledem ke svému původu rychle postupoval v hodnostech. Již v osmnácti letech byl majorem 3. dragounského pluku, později sloužil u 60. pěšího pluku. V rychlém sledu dosáhl hodnosti podplukovníka (1854) a plukovníka (1856), poté byl velitelem 37. pěšího pluku, jehož byl zároveň čestným majitelem. V roce 1859 byl povýšen na generálmajora a převzal velení brigády u 2. armádního sboru v Itálii (1860–1864), později byl velitelem v Linci. Vyznamenal se především během prusko-rakouské války, byl zraněn v bitvě u Hradce Králové, kde pod ním padli čtyři koně. Ještě během války byl povýšen do hodnosti polního podmaršála a krátce byl velitelem 4. armádního sboru. Od roku 1867 až do smrti zastával funkci vrchního velitele královské uherské zeměbrany a v roce 1874 dosáhl hodnosti generála jezdectva. Od roku 1861 byl členem rakouské Panské sněmovny.
Vyznal se jak v přírodních, tak společenských vědách. Proslul především svým zájmem o problematiku Cikánů, který byl u příslušníka vládnoucí dynastie velmi neobvyklý. S Cikány se poprvé setkal u svého prvního pluku jako mladý důstojník a začal se zajímat o jejich hudbu a zvyky. Později vydal obsáhlé pojednání o gramatice cikánského jazyka a cikánské etnografii v maďarštině a němčině. Svému zájmu o botaniku dal průchod na svém sídle v Alcsútu, kde nechal vybudovat tzv. palmový dům a ze zámeckého parku se stalo hodnotné arboretum. Od roku 1888 byl čestným členem Uherské akademie věd a roku 1896 získal čestný doktorát univerzity v Budapešti. V roce 1897 obdržel doktorát univerzity Františka Josefa v Kluži. Zemřel v roce 1905 v Rijece a byl pohřben v Budapešti.

## Majetek
Po otci byl dědicem rozsáhlých statků v Uhrách, v několika župách mu patřilo přes 50 000 hektarů půdy. Jeho hlavním sídlem byl zámek Alcsút, který během života rozšiřoval a upravoval. Po druhé světové válce byl zámek pravděpodobně úmyslně zapálen a zcela shořel, dodnes se z něj dochovala jen část vstupního portálu. V Budapešti byl jeho sídlem honosný palác, který koupil v roce 1889 od uherské vlády a nechal jej přestavět v historizujícím stylu. Palác byl poškozen za druhé světové války a během následujících dvaceti let zcela zdemolován. Od roku 1881 vlastnil také vilu v Rijece známou jako Villa Giuseppe. K tomuto paláci přikupoval sousední pozemky a získal tak prostor pro zřízení rozsáhlého parku. Vila byla přestavěna v letech 1892–1895 a stala se oblíbeným sídlem rodiny v zimních měsících (arcivévoda Josef zde také zemřel). V paláci dnes sídlí Národní archiv Chorvatska.

## Manželství a potomci

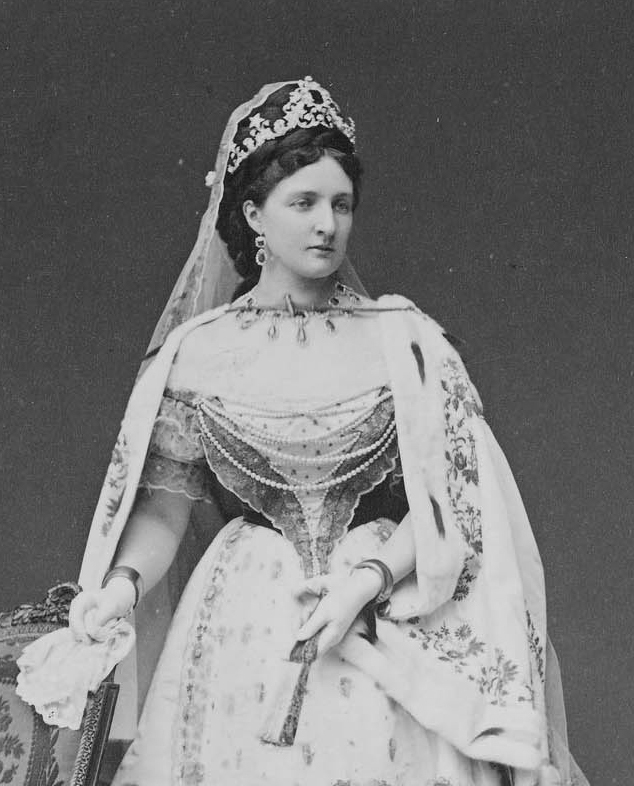
Josefova manželka arcivévodkyně Klotylda

V bavorském Coburgu se 12. května 1864 oženil s princeznou Klotyldou Sasko-Kobursko-Gothajskou (1846–1927). Z manželství vzešlo sedm dětí, šest z nich dosáhlo dospělosti.
- 1. Alžběta (18. 3. 1865 Alcsútdoboz – 7. 1. 1866 tamtéž)
- 2. Marie Dorotea (14. 6. 1867 Alcsútdoboz – 6. 4. 1932 tamtéž), 
  - ⚭ (5. 11. 1896 Vídeň) vévoda Filip Orleánský (6. 2. 1869 Londýn – 28. 3. 1926 Palermo)
- 3. Markéta Klementina (6. 7.  1870 Alcsútdoboz – 2. 5. 1955 Řezno)
  - ⚭  (15. 7. 1890 Budapešť) kníže Albert z Thurn-Taxisu (8. 5. 1867 Řezno – 22. 1. 1952 tamtéž)
- 4. Josef August (9. 8. 1872 Alcsútdoboz – 6. 7. 1962 Straubing)
  - ⚭ (15. 11 1893 Mnichov) Augusta Bavorská (28. 4. 1875 Mnichov – 25. 6. 1964 Řezno)
- 5. Ladislav Filip (16. 7. 1875 Alcsútdoboz – 6. 9. 1895 Budapešť), zemřel na následky střelného zranění utrpěného při lovu, svobodný a bezdětný
- 6. Alžběta Klotylda (9. 3. 1883 Alcsútdoboz – 8. 2. 1958 Řezno), svobodná a bezdětná
- 7. Klotylda (9. 5. 1884 Rijeka– 14. 12. 1903 Alcsútdoboz), svobodná a bezdětná

## Řády a vyznamenání

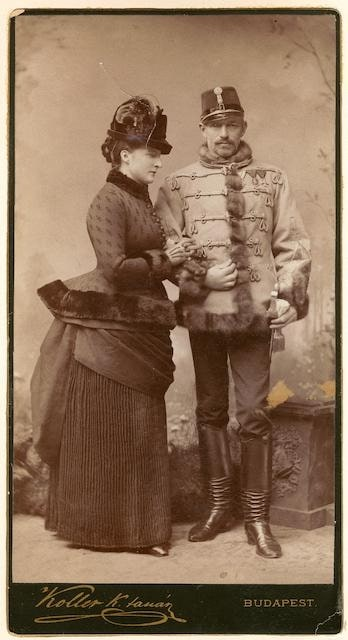
Arcivévoda Josef s manželkou Klotyldou

Již v roce 1852 se stal rytířem prestižního Řádu zlatého rouna, za své zásluhy na bojištích později získal několik vojenských vyznamenání a byl také nositelem řady zahraničních ocenění.

### Rakousko-Uhersko
- Řád zlatého rouna
- velkokříž Řádu sv. Štěpána
- Vojenský záslužný kříž
- Vojenská záslužná medaile
- Jubilejní pamětní medaile
- Válečná medaile

### Zahraničí
- rytířský kříž Řádu svatého Ondřeje (Rusko)
- rytířský kříž Řádu svatého Alexandra Něvského (Rusko)
- Řád svaté Anny I. třídy (Rusko)
- Řád bílého orla (Rusko)
- Řád černé orlice (Německo)
- Řád červené orlice I. třídy (Německo)
- velkokříž Řádu Guelfů (Hannoversko)
- velkokříž Řádu svatého Josefa (Toskánsko)
- Řád sv. Alexandra (Bulharsko)
- Řád Leopolda (Belgie)
- Řád nizozemského lva (Nizozemsko)
- Řád svatého Huberta (Bavorsko)
- velkokříž Vévodského sasko-ernestinského domácího řádu (Sasko)
- Řád bílého sokola (Sasko)
- Řád věže a meče (Portugalsko)
- Řád Takova (Srbsko)
- Řád bílého orla (Srbsko)
- Řád rumunské hvězdy (Rumunsko)
- Řád Fridricha Ludvíka (Oldenbursko)

## Výběr díla[5]
- Fundamentum linguae Zingaricae, I. I.M. Koritschhnyák, Anno 1806, v: Egyetemes Philológiai Közlöny, Budapest 1887, 11, 705–731
- Arborethum Alcusthiense (katalog rostlin a keřů pěstovaných v alcsutském arboretu), Kolozsvár (Cluj) 1892, 305 str.
- Czigány nyelvtan (gramatika cikánštiny), Budapest XXIII. 1888, 377 str.
- A cigányokról (dějiny, způsob života, pověry, lidová básnická tvorba, hudba, řeč a literatura cikánů), Budapest 1894, 97 str.
- Zigeunergrammatik, Budapest 1902, 160 str.

## Galerie

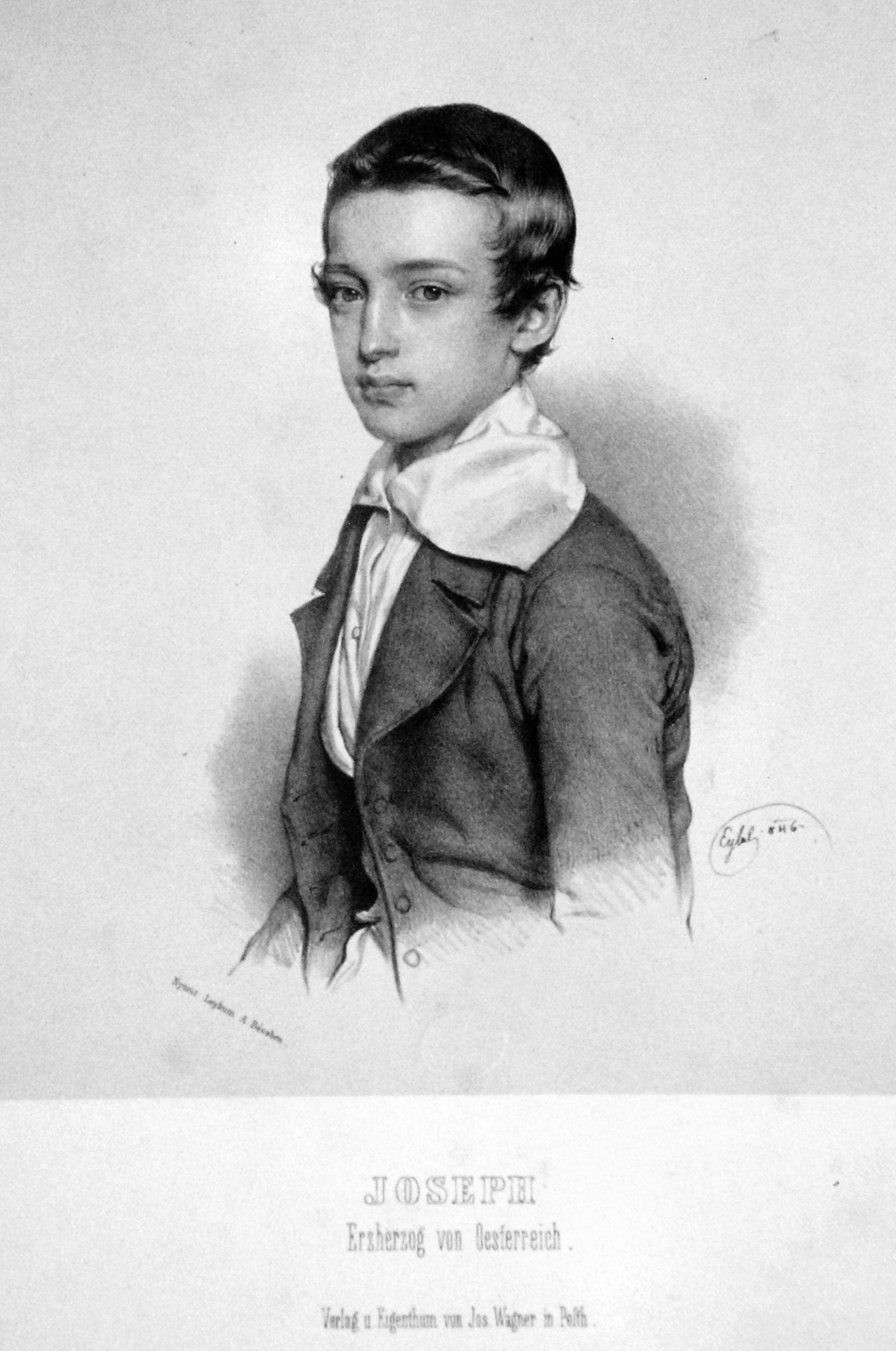
Arcivévoda Josef (1846)
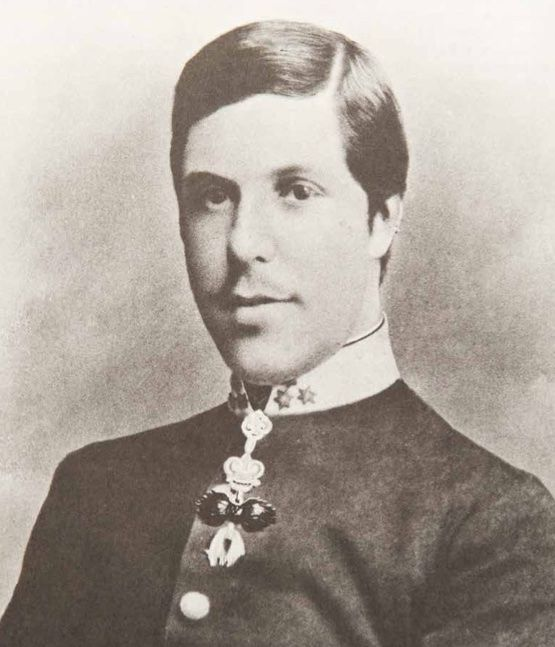
Arcivévoda Josef v hodnosti majora s dekorací Řádu zlatého rouna
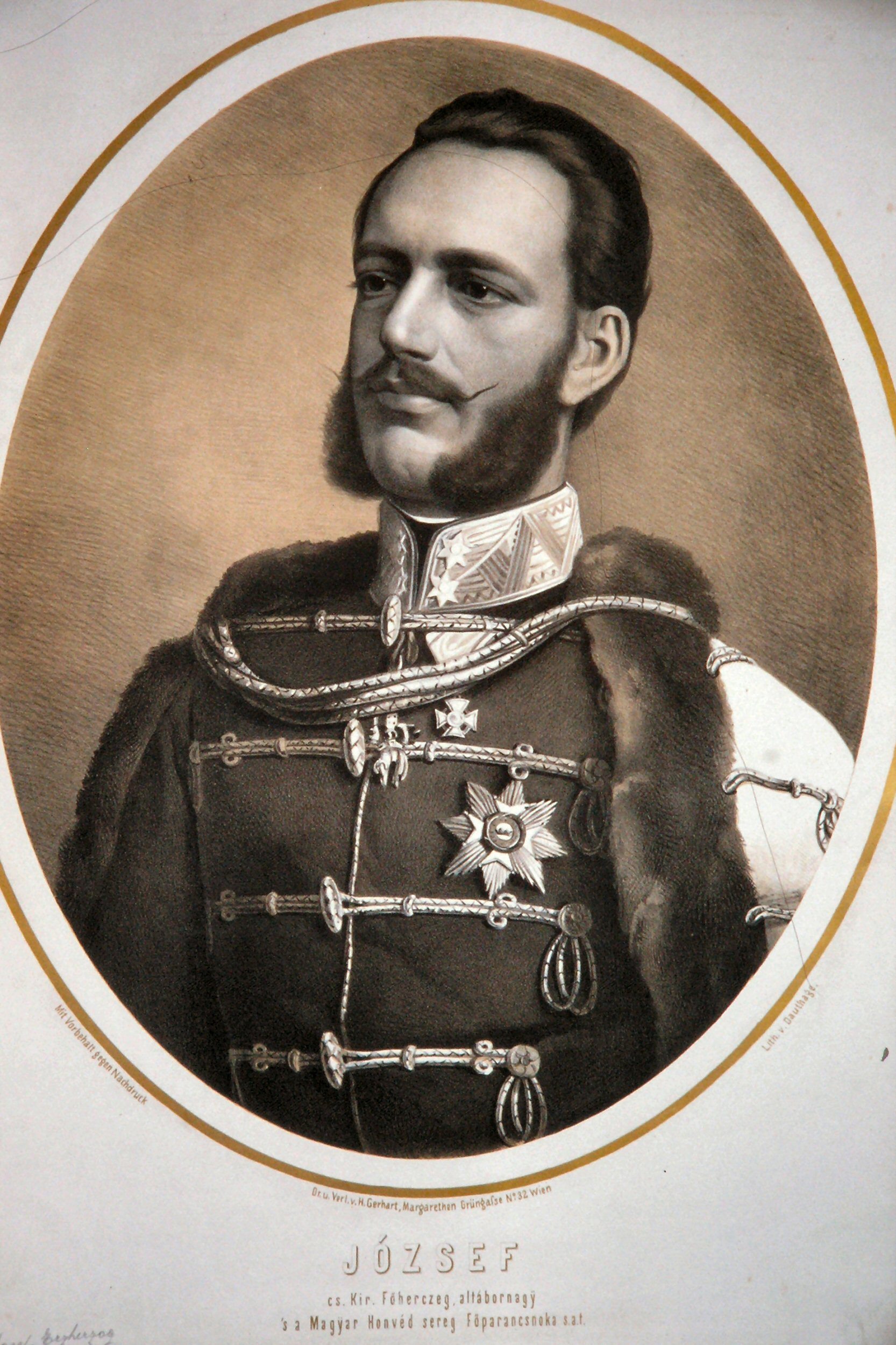
Arcivévoda Josef jako polní podmaršál (cca 1870)
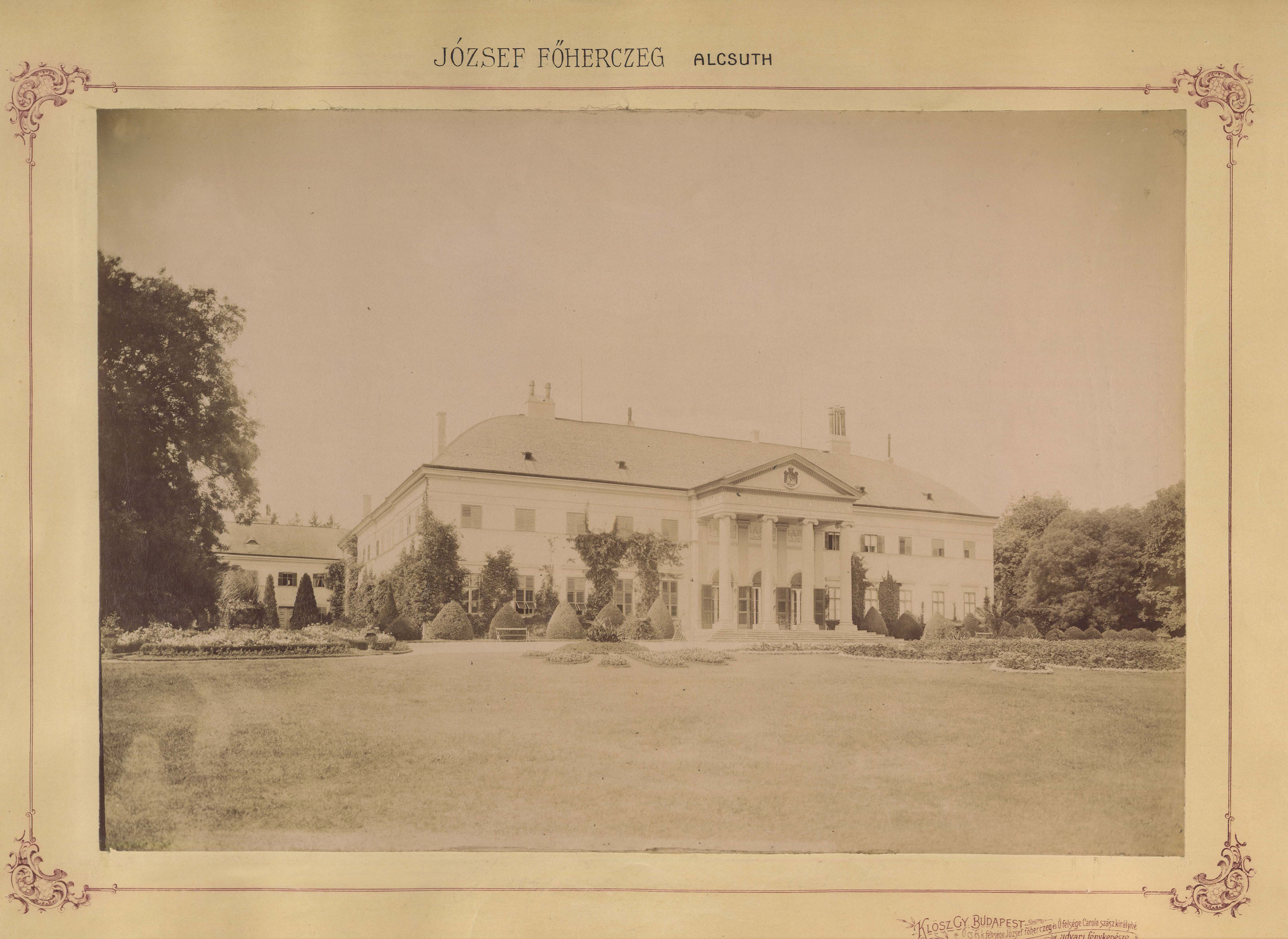
Zámek Alcsút
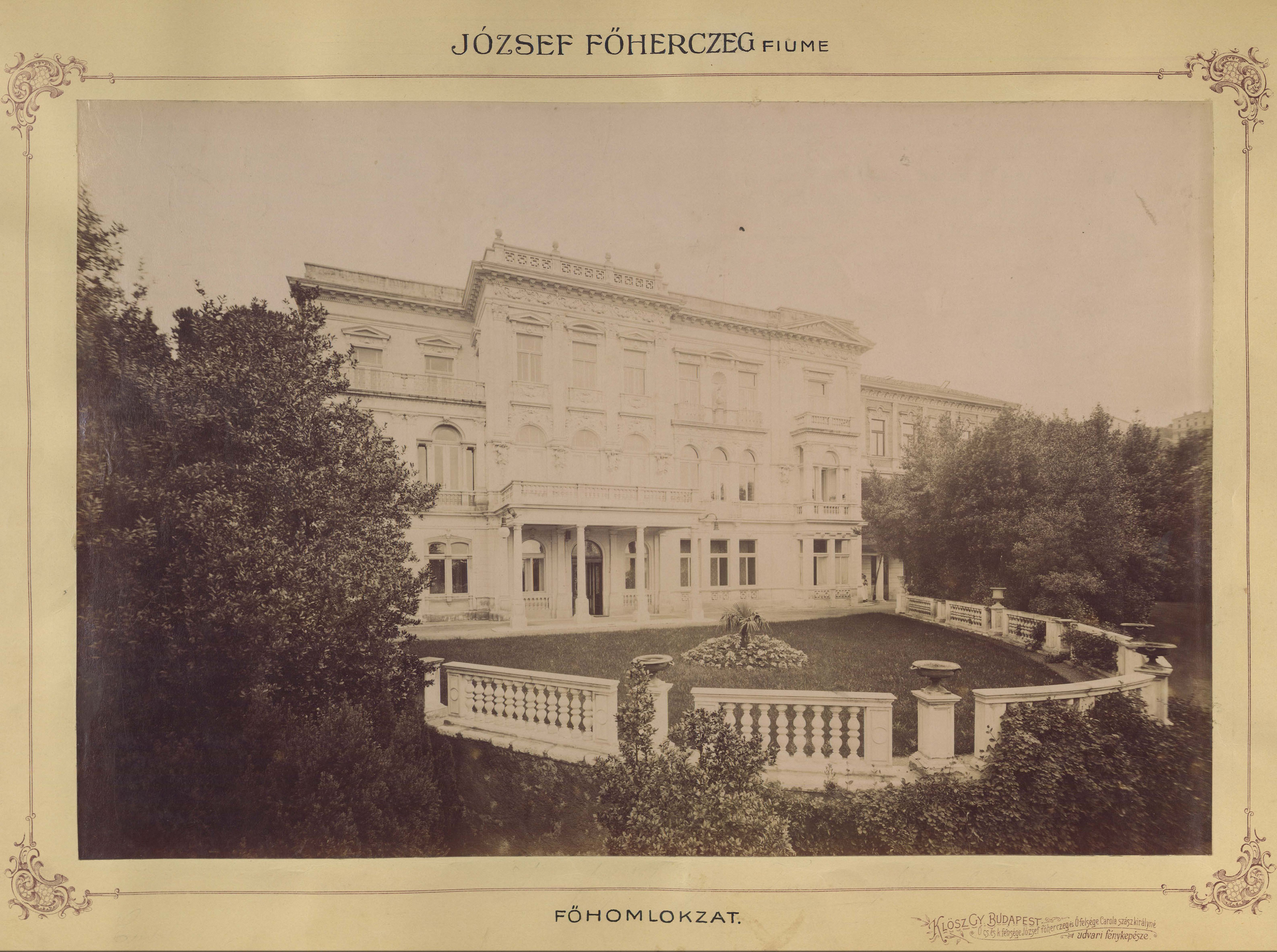
Villa Giuseppe v Rijece
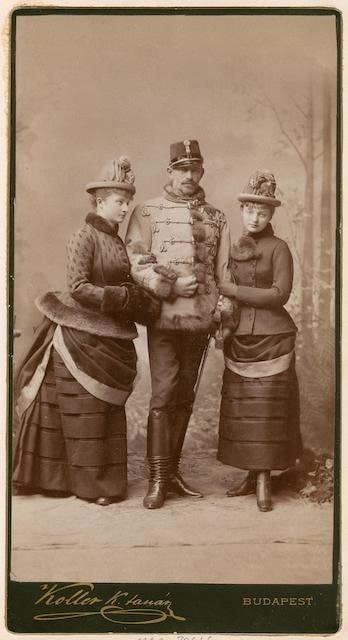
Arcivévoda Josef s dcerami Marií Doroteou a Markétou Klementinou (1885)
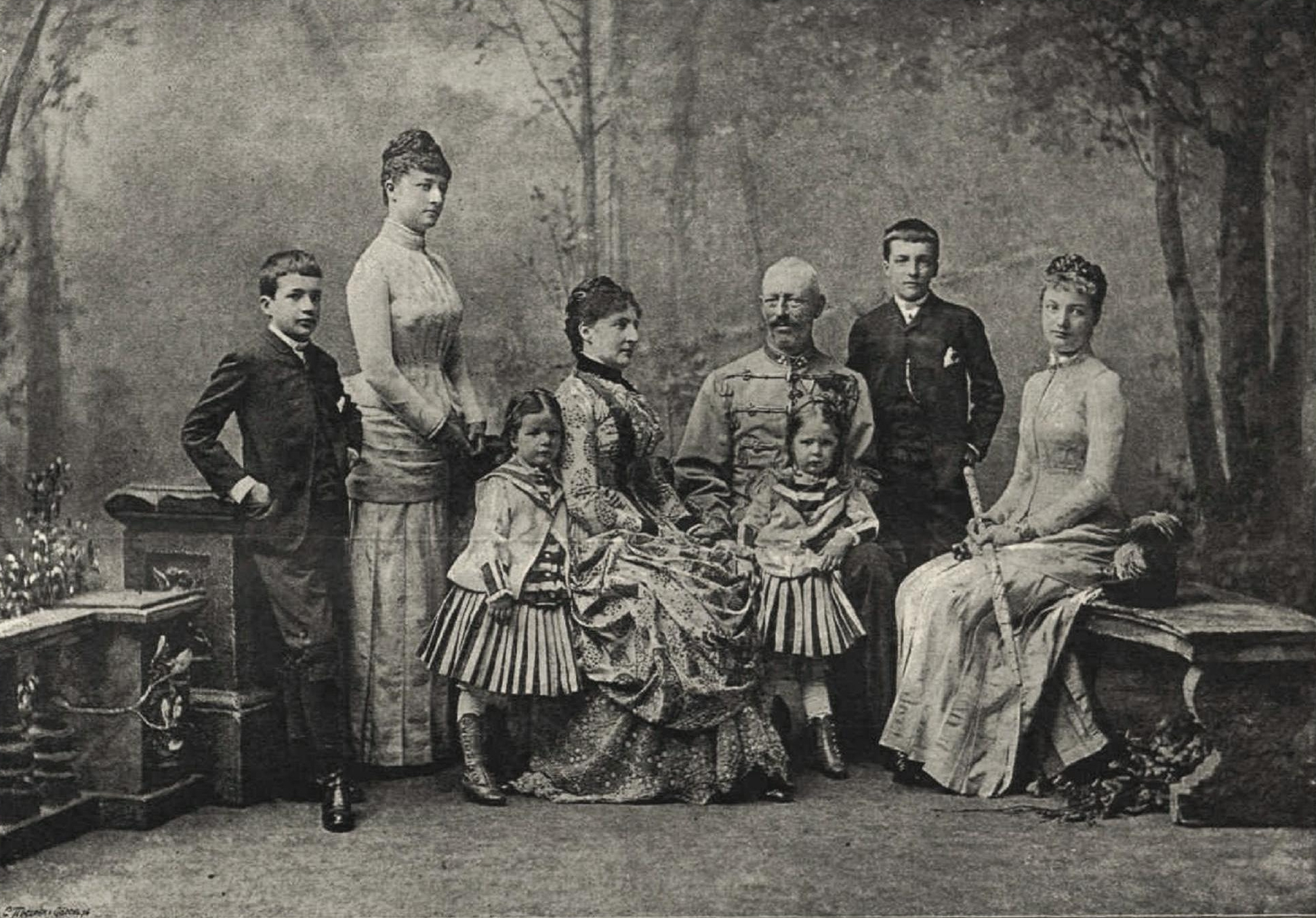
Rodina arcivévody Josefa (cca 1889)
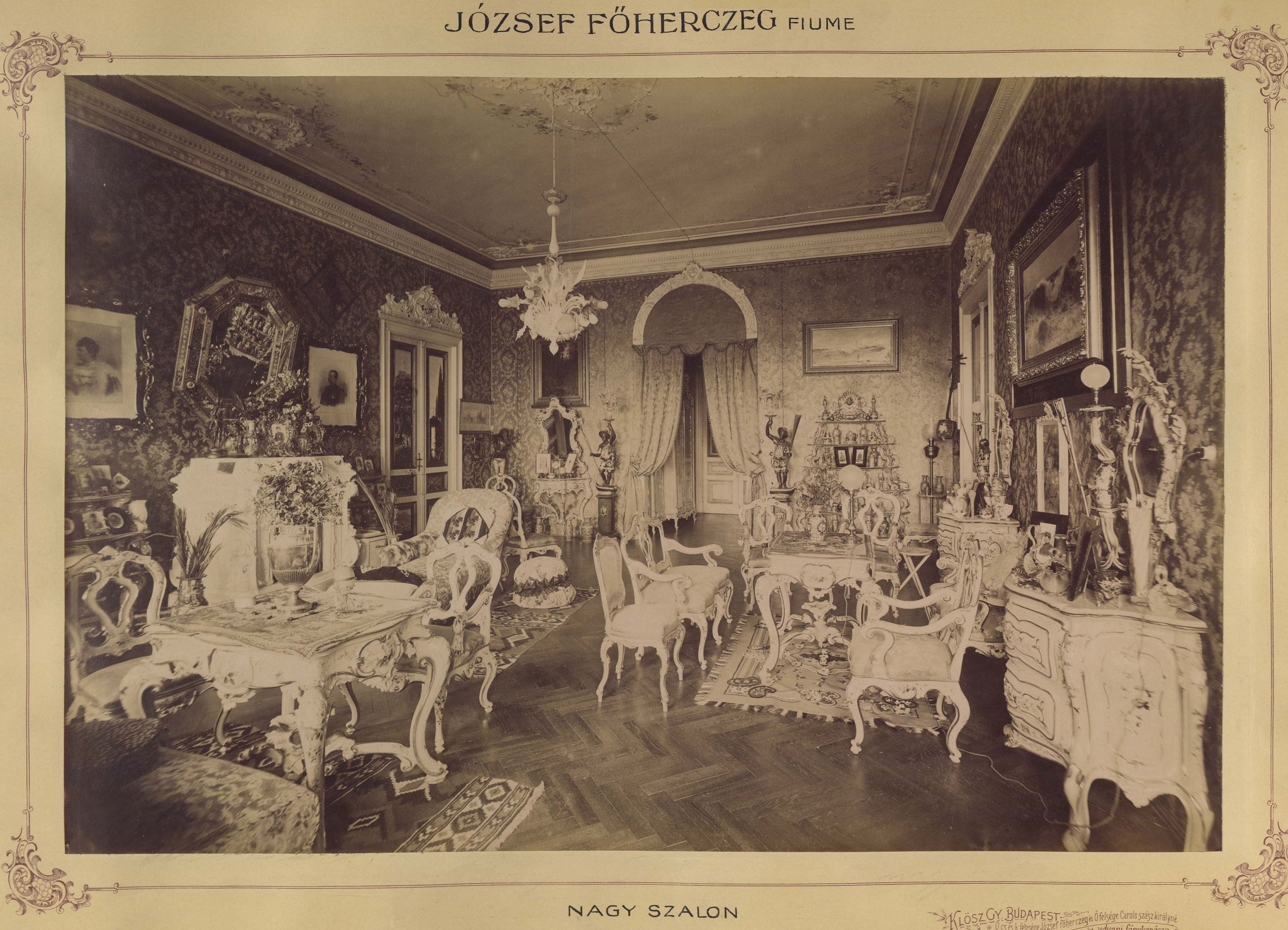
Interiér Villy Giuseppe v Rijece
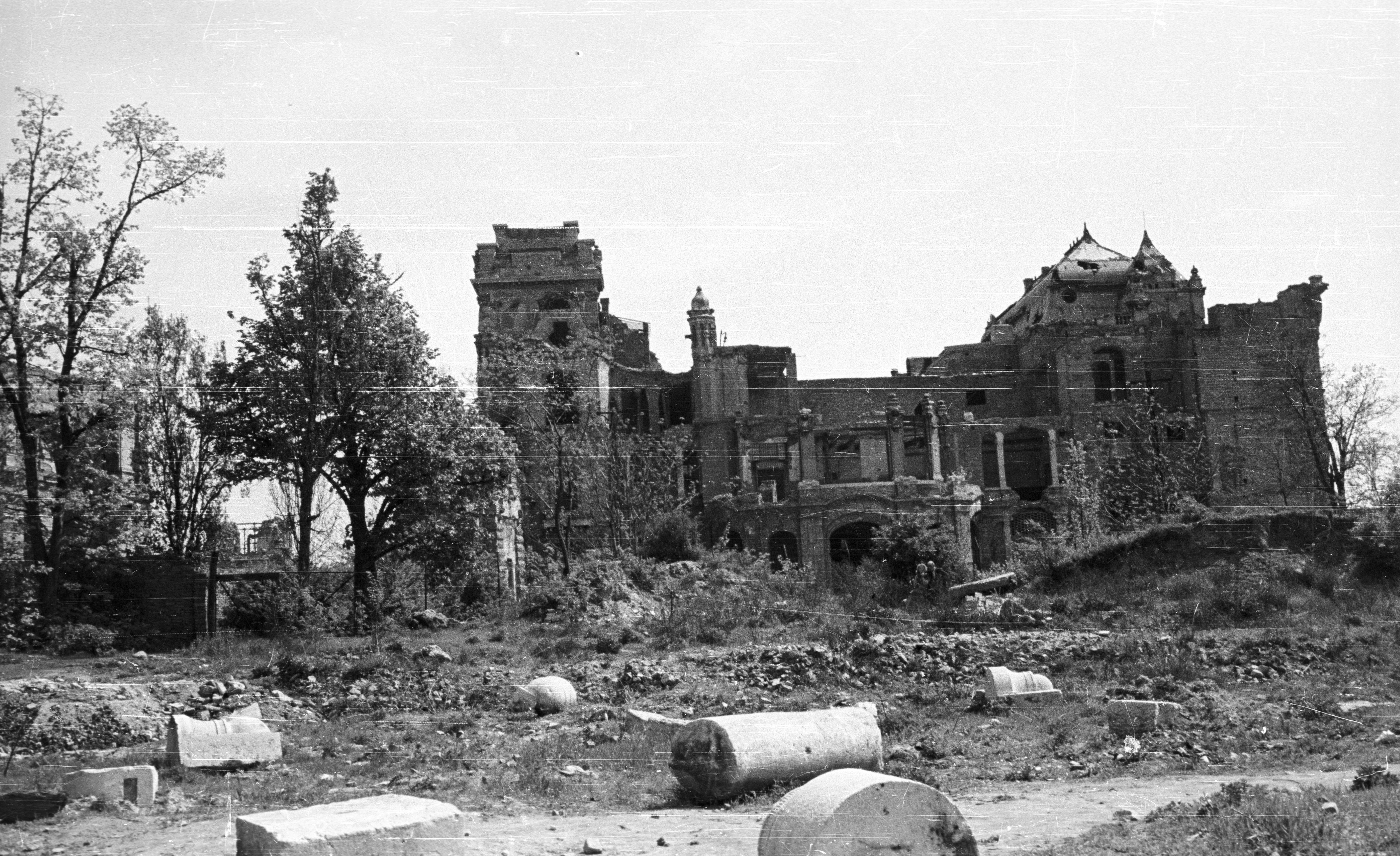
Zříceniny paláce arcivévody Josefa v Budapešti (1958)
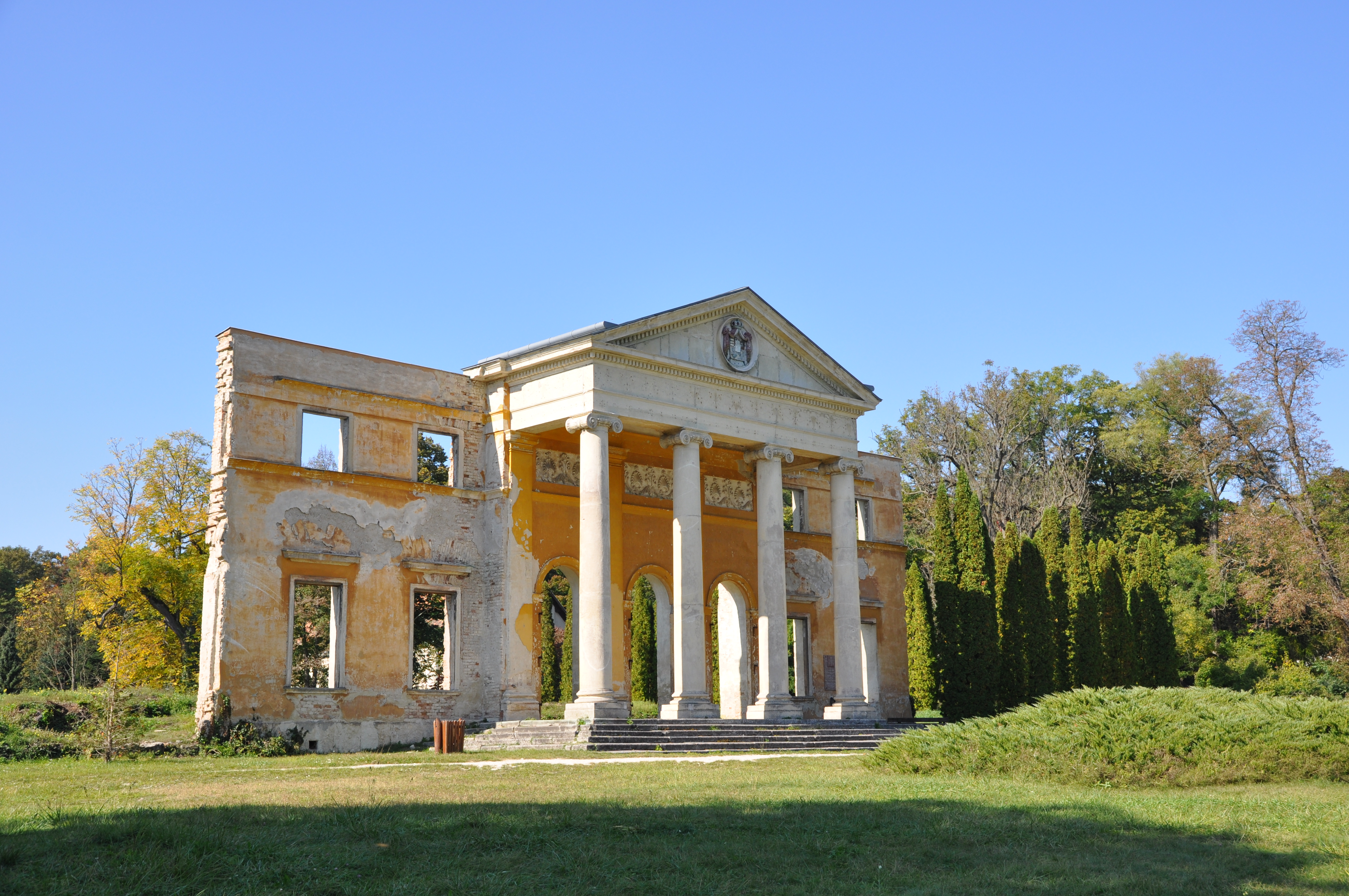
Dochovaný vstupní portál zámku Alcsút

## Vývod z předků
|                                  |                                    |  |                              |                                             |  |  |  |  |  |  |  | Leopold Josef Lotrinský |
|                                  |                                    |  |                              |                                             |  |  |  |  |  |  |  |                         |
|                                  | František I. Štěpán Lotrinský      |  |                              |                                             |  |  |  |  |  |  |  |                         |
|                                  |                                    |  |                              |                                             |  |  |  |  |  |  |  |                         |
|                                  |                                    |  |                              | Alžběta Charlotta Orléanská                 |  |  |  |  |  |  |  |                         |
|                                  |                                    |  |                              |                                             |  |  |  |  |  |  |  |                         |
|                                  | Leopold II.                        |  |                              |                                             |  |  |  |  |  |  |  |                         |
|                                  |                                    |  |                              |                                             |  |  |  |  |  |  |  |                         |
|                                  |                                    |  |                              | Karel VI.                                   |  |  |  |  |  |  |  |                         |
|                                  |                                    |  |                              |                                             |  |  |  |  |  |  |  |                         |
|                                  | Marie Terezie                      |  |                              |                                             |  |  |  |  |  |  |  |                         |
|                                  |                                    |  |                              |                                             |  |  |  |  |  |  |  |                         |
|                                  |                                    |  |                              | Alžběta Kristýna Brunšvicko-Wolfenbüttelská |  |  |  |  |  |  |  |                         |
|                                  |                                    |  |                              |                                             |  |  |  |  |  |  |  |                         |
|                                  | Josef Habsbursko-Lotrinský         |  |                              |                                             |  |  |  |  |  |  |  |                         |
|                                  |                                    |  |                              |                                             |  |  |  |  |  |  |  |                         |
|                                  |                                    |  |                              | Filip V. Španělský                          |  |  |  |  |  |  |  |                         |
|                                  |                                    |  |                              |                                             |  |  |  |  |  |  |  |                         |
|                                  | Karel III. Španělský               |  |                              |                                             |  |  |  |  |  |  |  |                         |
|                                  |                                    |  |                              |                                             |  |  |  |  |  |  |  |                         |
|                                  |                                    |  |                              | Alžběta Parmská                             |  |  |  |  |  |  |  |                         |
|                                  |                                    |  |                              |                                             |  |  |  |  |  |  |  |                         |
|                                  | Marie Ludovika Španělská           |  |                              |                                             |  |  |  |  |  |  |  |                         |
|                                  |                                    |  |                              |                                             |  |  |  |  |  |  |  |                         |
|                                  |                                    |  |                              | August III. Polský                          |  |  |  |  |  |  |  |                         |
|                                  |                                    |  |                              |                                             |  |  |  |  |  |  |  |                         |
|                                  | Marie Amálie Saská                 |  |                              |                                             |  |  |  |  |  |  |  |                         |
|                                  |                                    |  |                              |                                             |  |  |  |  |  |  |  |                         |
|                                  |                                    |  |                              | Marie Josefa Habsburská                     |  |  |  |  |  |  |  |                         |
|                                  |                                    |  |                              |                                             |  |  |  |  |  |  |  |                         |
| Josef Karel Habsbursko-Lotrinský |                                    |  |                              |                                             |  |  |  |  |  |  |  |                         |
|                                  |                                    |  |                              |                                             |  |  |  |  |  |  |  |                         |
|                                  |                                    |  | Karel Alexandr Württemberský |                                             |  |  |  |  |  |  |  |                         |
|                                  |                                    |  |                              |                                             |  |  |  |  |  |  |  |                         |
|                                  | Fridrich II. Evžen Württemberský   |  |                              |                                             |  |  |  |  |  |  |  |                         |
|                                  |                                    |  |                              |                                             |  |  |  |  |  |  |  |                         |
|                                  |                                    |  |                              | Marie Augusta Thurn-Taxis                   |  |  |  |  |  |  |  |                         |
|                                  |                                    |  |                              |                                             |  |  |  |  |  |  |  |                         |
|                                  | Ludvík Württemberský               |  |                              |                                             |  |  |  |  |  |  |  |                         |
|                                  |                                    |  |                              |                                             |  |  |  |  |  |  |  |                         |
|                                  |                                    |  |                              | Fridrich Vilém Braniborsko-Schwedtský       |  |  |  |  |  |  |  |                         |
|                                  |                                    |  |                              |                                             |  |  |  |  |  |  |  |                         |
|                                  | Bedřiška Braniborsko-Schwedtská    |  |                              |                                             |  |  |  |  |  |  |  |                         |
|                                  |                                    |  |                              |                                             |  |  |  |  |  |  |  |                         |
|                                  |                                    |  |                              | Žofie Dorota Pruská                         |  |  |  |  |  |  |  |                         |
|                                  |                                    |  |                              |                                             |  |  |  |  |  |  |  |                         |
|                                  | Marie Dorotea Württemberská        |  |                              |                                             |  |  |  |  |  |  |  |                         |
|                                  |                                    |  |                              |                                             |  |  |  |  |  |  |  |                         |
|                                  |                                    |  |                              | Karel August Nasavsko-Weilburský            |  |  |  |  |  |  |  |                         |
|                                  |                                    |  |                              |                                             |  |  |  |  |  |  |  |                         |
|                                  | Karel Kristián Nasavsko-Weilburský |  |                              |                                             |  |  |  |  |  |  |  |                         |
|                                  |                                    |  |                              |                                             |  |  |  |  |  |  |  |                         |
|                                  |                                    |  |                              | Augusta Bedřiška Nasavsko-Idsteinská        |  |  |  |  |  |  |  |                         |
|                                  |                                    |  |                              |                                             |  |  |  |  |  |  |  |                         |
|                                  | Henrietta Nasavsko-Weilburská      |  |                              |                                             |  |  |  |  |  |  |  |                         |
|                                  |                                    |  |                              |                                             |  |  |  |  |  |  |  |                         |
|                                  |                                    |  |                              | Vilém IV. Oranžský                          |  |  |  |  |  |  |  |                         |
|                                  |                                    |  |                              |                                             |  |  |  |  |  |  |  |                         |
|                                  | Karolína Oranžsko-Nasavská         |  |                              |                                             |  |  |  |  |  |  |  |                         |
|                                  |                                    |  |                              |                                             |  |  |  |  |  |  |  |                         |
|                                  |                                    |  |                              | Anna Hannoverská                            |  |  |  |  |  |  |  |                         |
|                                  |                                    |  |                              |                                             |  |  |  |  |  |  |  |                         |